# Берёзовка (приток Вочи, притока Вохмы)
Берёзовка — река в России, протекает в Павинском районе Костромской области. Устье реки находится в 42 км по левому берегу реки Вочь. Длина реки составляет 26 км.
Исток реки находится в лесах в 10 км к северо-востоку от села Павино. Река течёт на юго-восток, крупнейшие притоки — Дездунья и Великуша (оба левые). В верхнем течении на левом берегу деревня Доброумово, в нижнем течении — Берёзовка (левый берег) и Петропавловское (правый берег). Впадает в Вочь у деревни Большая Берёзовка в 12 км к востоку от села Павино.

## Данные водного реестра
По данным государственного водного реестра России относится к Верхневолжскому бассейновому округу, водохозяйственный участок реки — Ветлуга от истока до города Ветлуга, речной подбассейн реки — Волга от впадения Оки до Куйбышевского водохранилища (без бассейна Суры). Речной бассейн реки — (Верхняя) Волга до Куйбышевского водохранилища (без бассейна Оки).
По данным геоинформационной системы водохозяйственного районирования территории РФ, подготовленной Федеральным агентством водных ресурсов:
- Код водного объекта в государственном водном реестре — 08010400112110000041226
- Код по гидрологической изученности (ГИ) — 110004122
- Код бассейна — 08.01.04.001
- Номер тома по ГИ — 10
- Выпуск по ГИ — 0